# Cincinnati chili

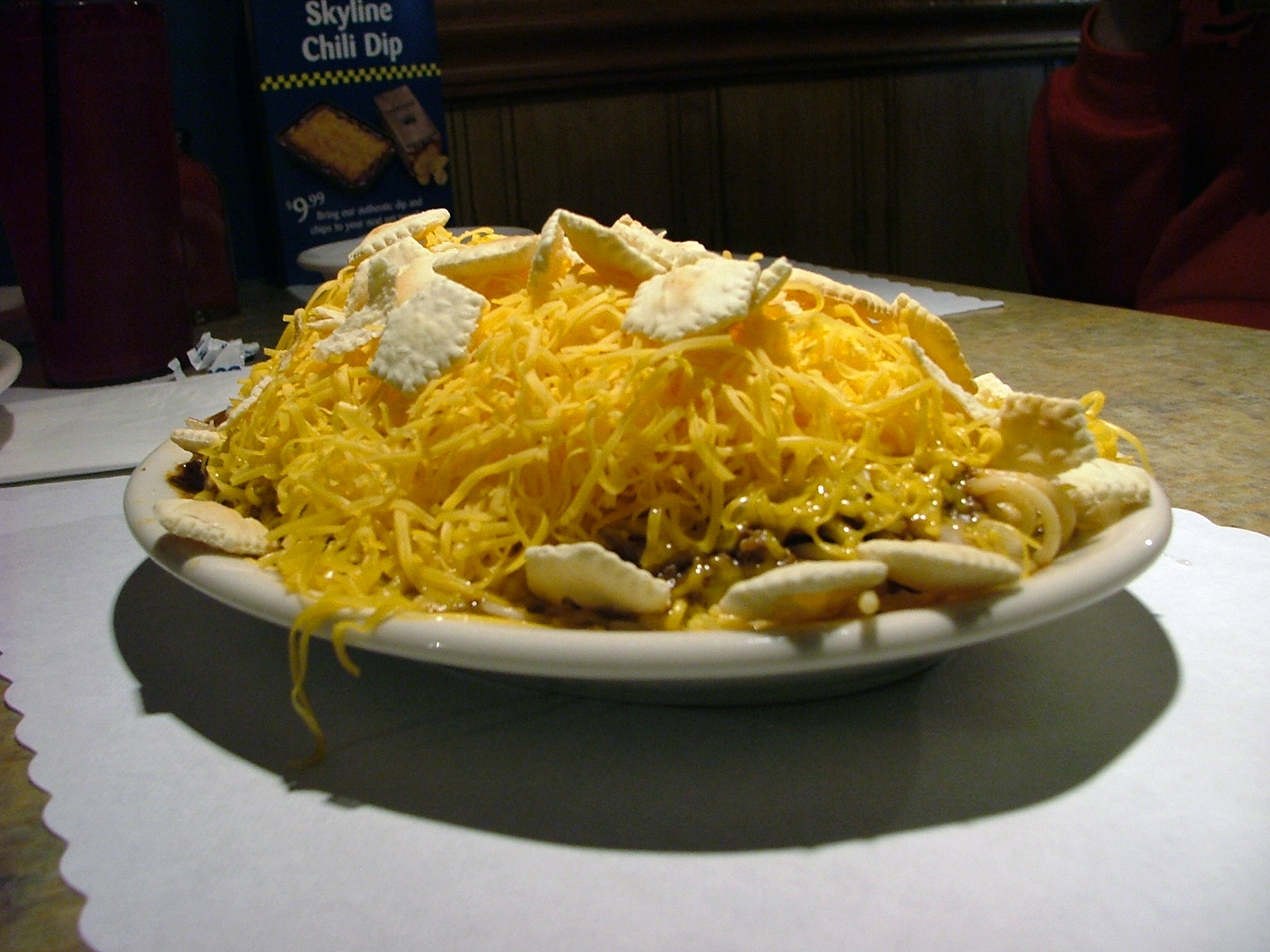
Plato de Skyline 4-way. Contiene spaghetti, Skyline chili, queso cheddar en hilos, cebollas picadas, y oyster crackers.

Cincinnati chili (o también "Cincinnati-style chili") es una variante regional del chili que emplea spaghetti o salsa coney. Se sirve regularmente en muchos restaurantes, se asocia generalmente con diversos platos de cadenas de fast-food en el área de Cincinnati (Estados Unidos), algunos de estos restaurantes son el Skyline Chili, el Gold Star, Empress, y el Dixie. El chili se sirve por regla general en muchos restaurantes del área del Greater Cincinnati, con localizaciones en Ohio, Kentucky e Indiana. Sin embargo, puede encontrase en localidades como Florida, Míchigan y Virginia Occidental. Este chili se puede encontrar enlatado y/o congelado en otros estados de Estados Unidos en la mayoría de las tiendas Kroger.
De acuerdo con la "Greater Cincinnati Convention and Visitors Bureau" los habitantes de Cincinnati consumen más de un millón de kilogramos de chili cada año, cubierto de cerca de 425 000 kilos de queso cheddar. Cada mes de septiembre, la ciudad celebra la "Chilifest" en Yeatman's Cove a orillas del río Ohio en el que se sirve abundante chili y se pueden ver entretenimientos de la zona.

## Orígenes e Historia

Plato de Steak 'n Shake 5-way.

El chili de Cincinnati parece haber tenido sus orígenes en uno o varios grupos de inmigrantes procedentes del sur de Europa en particular de griegos y de habitantes de Macedonia del Norte que exportaron sus estilos culinarios a las regiones de Cincinnati. La cadena Empress Chili fue la primera en servir el Cincinnati chili. Los inmigrantes griegos Tom y John Kiradjieff comenzaron a servir chili en 1922 en su puesto callejero de hot dog, cercano al teatro "burlesque theater" denominado el Empress. Tom Kiradjieff inventó el estilo modificando un estofado griego sirviendo sobre los hot dogs la pasta de espagueti. El caso que otros propietarios de restaurantes copiaron la receta debido al éxito que tuvieron sus primeros descubridores. Nicholas D. Sarakatsannis fundó la cadena Dixie Chili en Newport, Kentucky en 1929. Nicholas Lambrinides abrió la cadena Skyline Chili en 1949. La cadena Gold Star Chili fue abierta por los hermanos Daoud en 1965. Skyline y Gold Star son dos cadenas muy populares hoy en día.
La persona más conocida a causa del Cincinnati-style chili y más conocida en la región, no por su creación, fue Lambrinides, que fue un inmigrante de Kastoriá, Grecia en 1912 y que llevó sus recetas familiares con él. No llevó a su mujer con él para poder así ahorrar dinero, su primer trabajo fue como tripulación del tren y en la cocina del hotel, fue por aquel entonces cuando abrió un pequeño diner. Tras trabajar allí una década le fue posible llevar a su mujer a Cincinnati así como a sus cinco hijos. Durante la Segunda Guerra Mundial, Lambrinides trabajó como chef para la empresa original "Empress Chili restaurant"" lugar con el que comenzó a jugar con la receta que años después desarrollaría. En 1949 él y tres de sus hijos abrieron un local en Glenway Avenue, cerca de la cima de steep hill (Price's o Price Hill); Lo denominó "Skyline Chili" debido a su vista panorámica de la parte antigua de la ciudad de Cincinnati. Debido a las resistencias locales, fundamentalmente de los vecinos católicos, Skyline desarrolló durante los jueves y sábados platos sin contenido cárnico.
La familia abrió un segundo restaurante en 1953 y el crecimiento del negocio se aceleró en los años 1960 hasta llegado el fin del siglo, en el que se abrieron cerca de 110 restaurantes Skyline, la mayoría de ellos en Ohio, aunque hubo algunos en Kentucky, Indiana, Míchigan, y Florida. Lambrinides falleció en 1962 a la edad de 82 años, pero sus hijos continuaron expandiendo y operando la compañía. Mantuvieron la receta original sin cambios. De acuerdo con William Lambrinides, "Papá siempre decía, 'No cambies un ingrediente en la receta – no añadas nada, no quites nada, es perfecta tal y como está'." A resultas de esto la versión de Skyline es un sinónimo del "Cincinnati-style chili". En 1998 la compañía fue vendida a Fleet Equity Partners, una firma de inversión de Nueva Inglaterra, que prometió no cambiar la receta (que afirma tener guardada en lugar seguro). A pesar de ello otras cadenas locales operan en el área de Cincinnati, tal y como: Park Chili, Pleasant Ridge Chili, Camp Washington Chili y Blue Ash Chili.

## Características
Las dos cadenas principales en Cincinnati (Gold Star y Skyline) ofrecen a sus visitantes lo que denominan una experiencia híbrida de servicio de mesa que denominan: fast-food/sit-down. Tras haberse sentado los clientes los patrones sirven rápidamente, los cocineros trabajan rápido debido a que los ingredientes ya están preparados, listos para emplatar (chili, espagueti, hot dogs, etc.). Los platos suelen contener oyster crackers acompañando las comidas. En estos locales no suelen servirse bebida alcohólicas.
La salsa del Cincinnati chili contiene carne picada de ternera, aliñada con una mezcla de diversas especias. Los vegetarianos tienen la opción de substituir la carne por frijoles y arroz. Algunos aficionados mencionan que el chili tiene aromas a canela y a veces incluso que a chocolate. Sin embargo, la identidad precisa de las especias es completamente desconocida. El sabor del Cincinnati chili es bastante distinto del ampliamente conocido Tex-Mex y difiere en una variedad de aromas y sabores, su salsa es de textura mucho más suave. Sus aromas forman parte de las costumbres de los lugareños de las áreas de Cincinnati.

## Presentación
Cuando se sirve se hace sobre spaghetti, el chili se cubre con una montaña de queso cheddar en hilos (tanto que casi no cabe en el plato y se desborda por todas partes). A causa de la gran cantidad de queso apilado sobre su parte exterior, los primeros bocados consisten solo en queso, al menos es así para los comensales inexpertos. El método de servir este plato se fundamenta (y al menos es así en los restaurantes) en un código tradicional. Una de las formas de pedirlo es "one-way" en este caso se sirve un bol solo con chili, pero nadie lo pide así. Si se pide un "two-way" en este caso se pone cubierto de spaghetti y chili solamente. El más típico es el "three-way" (fideos, salsa y queso solamente), el "four-way" (se le añaden judías rojas o cebolla cruda picada), el "five-way" (con frijoles y cebollas). El "Inverted" en el que se pone el queso debajo del chile, así de esta forma se funde. El Dixie Chili de forma única el "six-way" con todos los ingredientes, además de ajo picado. 
Cuando se sirve en un coney-style hot dog, el chile se cubre con una cantidad generosa de queso. El coney por defecto también incluye salsa de mostaza y una pequeña cantidad de cebolla. Los comensales que solicitan su coney sin la mostaza y cebollas suelen pedirlo como "chili weiner w/cheese" lo que la mayoría de los camareros abrevian como un "CWC". Un coney pedido sin el perrito caliente se denomina popularmente como un "phony coney". Los hot dogs y los panes se sirven en el Skyline y en el Gold Star suelen ser de la mitad de tamaño que sus competidores.